# Pierolapithecus catalaunicus
Pierolapithecus catalaunicus è una specie estinta di ominide vissuta durante il Miocene, all'incirca 13 milioni di anni fa, nell'attuale Catalogna.
La specie fu descritta da un team di paleoantropologi spagnoli guidati da Salvador Moyà-Solà sulla base di alcuni resti fossili scoperti nel dicembre 2002. Il ritrovamento è stato reso noto per la prima volta da Science il 19 novembre 2004. I resti consistono in un cranio, alcune costole, vertebre, articolazioni delle mani ed altre piccole ossa. L'individuo a cui appartengono i resti fossili è stato chiamato Pau, che in catalano significa sia "Paolo" che "pace", in quanto la scoperta è stata annunciata durante alcune grandi manifestazioni contro la guerra in Iraq.
Dall'analisi dei reperti risulta che il Pierolapithecus avesse sviluppato uno speciale adattamento alla vita arboricola, con caratteristiche morfologiche simili a quelle delle grandi scimmie, anche se ancora miste ad altre più primitive. L'ipotesi che questa specie sia stata progenitrice delle moderne grandi scimmie rimane comunque controversa a causa del suo ritrovamento in Spagna, mentre tutte le specie esistenti si sono evolute nel sud-est asiatico o in Africa. Tuttavia, il Mar Mediterraneo ha subito frequenti espansioni e contrazioni nel lontano passato, permettendo forse la dispersione di vita animale fra Africa ed Europa: il Pierolapithecus potrebbe quindi aver vissuto in entrambi i continenti.
A causa di alcune caratteristiche del volto, è stato suggerito che questa specie sia sulla linea filetica degli umani, degli scimpanzé e dei gorilla, ed è stata perciò inserita nella sottofamiglia Homininae.